# Cheb i Sabbah
Cheb i Sabbah (nombre de nacimiento Haim Sérge El Baaz) (Constantina (Argelia), 7 de agosto de 1947 – San Francisco, 6 de noviembre de 2013) fue un DJ, compositor y productor argelino conocido por combinar sonidos asiáticos, árabes y africanos dentro de sus composiciones. Sabbah nació en Argel y era descendiente de una familia de músicos de judíos y bereberes. Cuando era joven, Sabbah se trasladó a París y, en 1964, comenzó su carrera de DJing de música soul. En 1984, se instaló en San Francisco. En 1989 comenzó a usar su nombre artístico de "Cheb i Sabbah", que se traduce como el "joven de la mañana". Realizó siete grabaciones para la firma Six Degrees Records.
Las actuaciones de Sabbah incluyen conciertos, coreografías y proyectos visuales. Fue nominado en 2006  los Awards for world music en la categoría de Club Global. Su canción "Toura Toura: Nav Deep Remix" fue intodrucida en la banda sonora de los videojuegos FIFA 08 y Cricket 07.
A Sabbah se le fue diagnosticado un cáncer de estómago en mayo de 2011.
Moriría el 6 de noviembre de 2013 en San Francisco.

## Discografía
- Shri Durga (1999)
- Maha Maya-Shri Durga Remixed (2000)
- Krishna Lila (2002)
- Krishna Lila Select (Bhajans) (2002)
- La Kahena (2005)
- La Kahena Remixed-EP (2005)
- La Ghriba-La Kahena Remixed (2006)
- Devotion (2008)
- Samaya: A Benefit Album For Cheb i Sabbah (2012)